# Drijen
Drijen är ett samhälle i Bosnien och Hercegovina.   Det ligger i entiteten Republika Srpska, i den centrala delen av landet, 120 km norr om huvudstaden Sarajevo. Drijen ligger 186 meter över havet och antalet invånare är 475.
Terrängen runt Drijen är platt.Närmaste större samhälle är Kalenderovci Donji, 7,4 km norr om Drijen. 
Omgivningarna runt Drijen är en mosaik av jordbruksmark och naturlig växtlighet. Runt Drijen är det ganska tätbefolkat, med 67 invånare per kvadratkilometer.